# Pachycephala hypoxantha
Pachycephala hypoxantha là một loài chim trong họ Pachycephalidae.